# Ochotnicza Straż Pożarna w Nowym Opolu

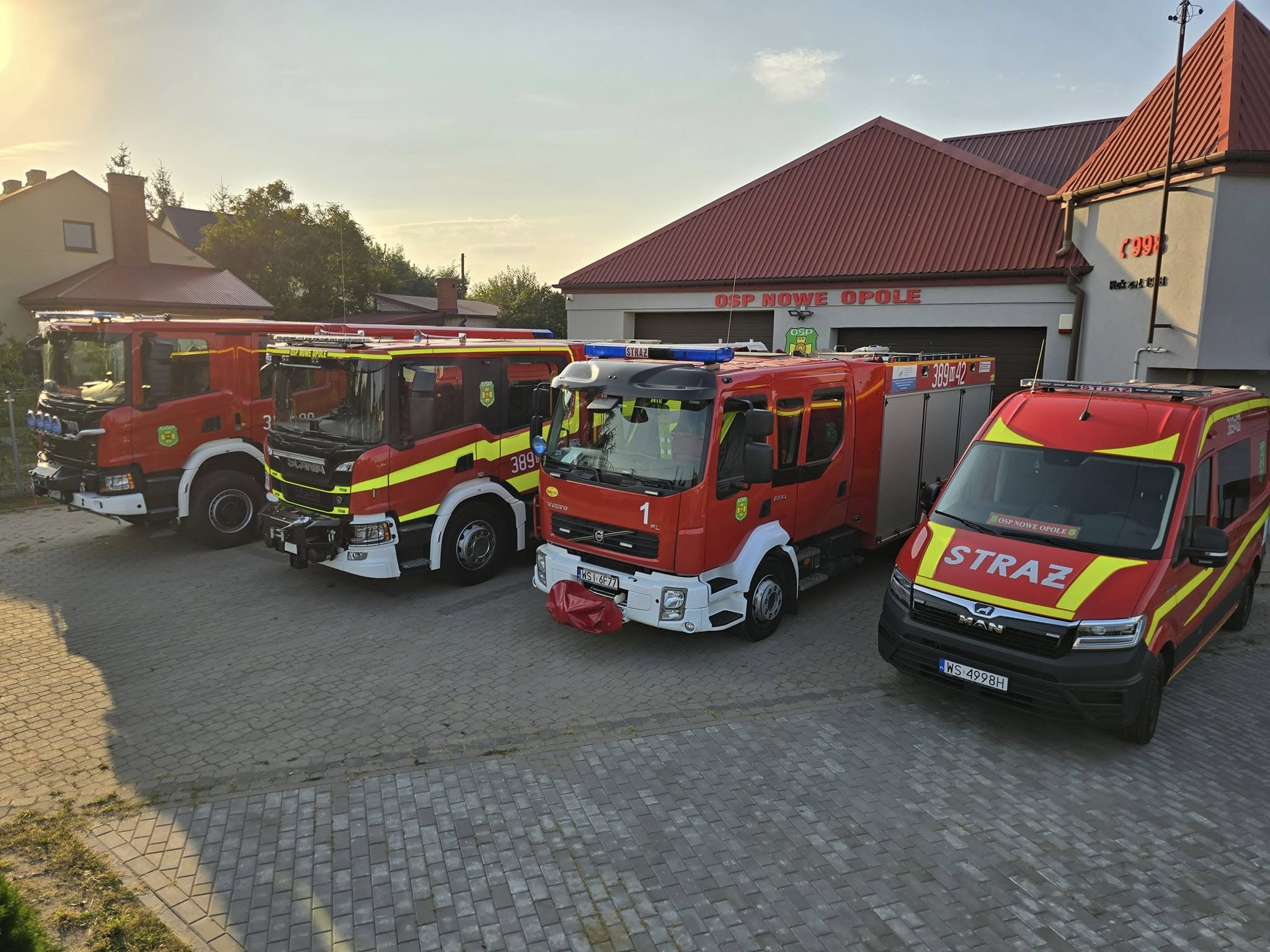

Ochotnicza Straż Pożarna w Nowym Opolu – organizacja społeczna powstała w 1918 roku. Od 1997 roku jednostka wchodzi w skład Krajowego Systemu Ratowniczo-Gaśniczego.

## Historia

### Powstanie
Pod koniec II wojny światowej, gdy wieś była pod niemiecką okupacją zrodziła się inicjatywa stworzenia straży ogniowej. Jednostka została założona w 1918 roku przez Feliksa Młynarczyka. W skład jednostki wchodziło wtedy 32 czynnych członków i 16 wspierających. Na początku istnienia jednostka pozyskała sikawkę ręczną za pieniądze pochodzące z dobrowolnych składek. W 1926 roku dzięki środkom uzyskanym z loterii fantowej zorganizowanej przez strażaków, pozyskano: beczki z wozami, 15 metrów węża tłocznego oraz 3  metry węża ssawnego. Pierwsza strażnica powstała w okresie międzywojennym.

### Lata powojenne

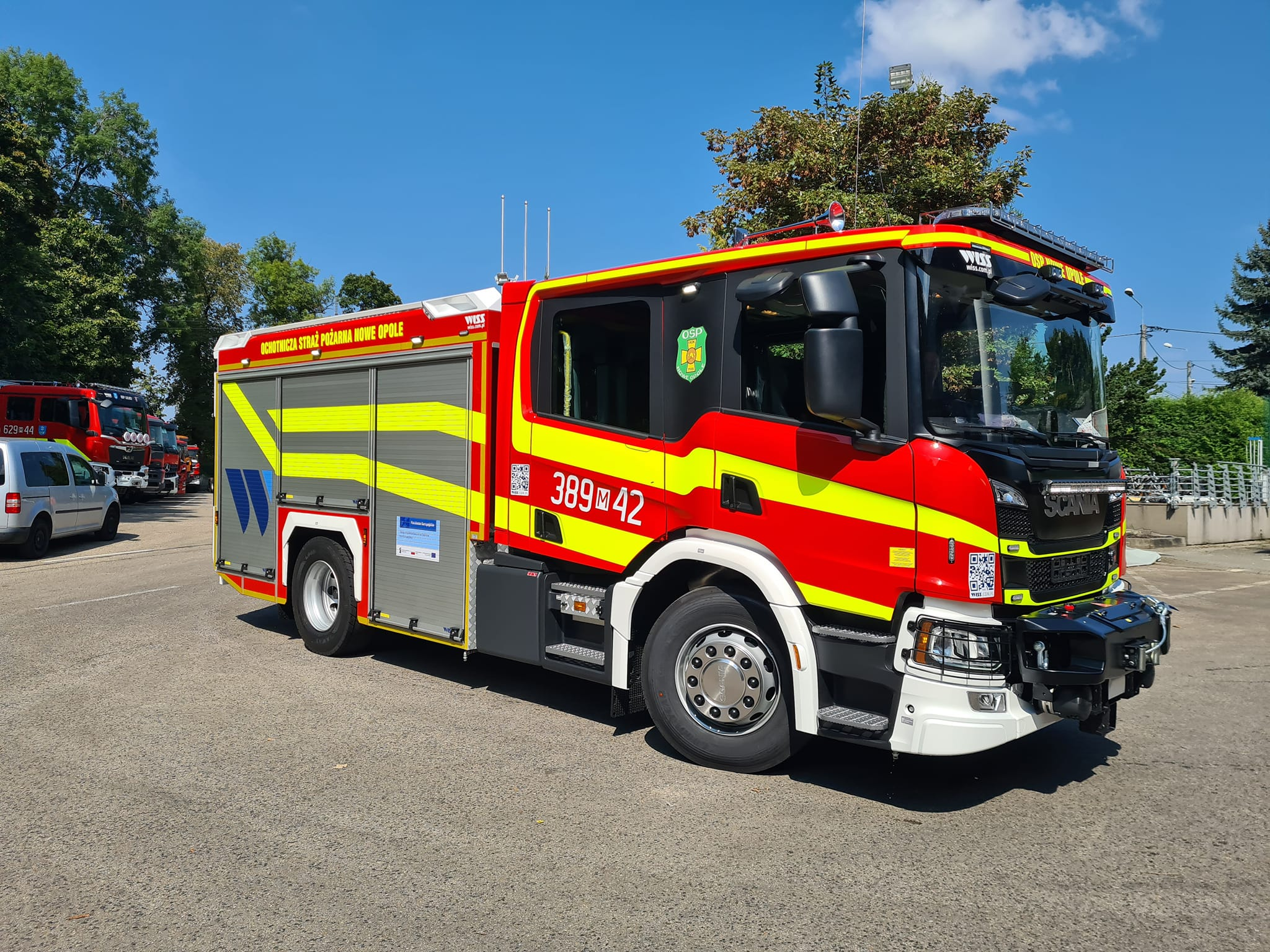

W 1945 roku zakupiono motopompę. W 1948 roku powstała nowa remiza. 4 lata później jednostka pozyskała samochód marki Ford, który po remoncie miał służyć jako wóz bojowy jednak koszty naprawy okazały się zbyt duże przez co pojazd został sprzedany w 1955 roku na części. W 1959 roku zmieniono zarząd, rozbudowano świetlicę oraz zakupiono nowy samochód. W 1967 r. zakupiono nowy pojazd marki Guy  i od tego czasu nastąpiło uaktywnienie działalności gaśniczej straży. Teren działań jednostki znacznie wychodził poza teren gminy Siedlce, druhowie brali udział w gaszeniu pożarów w takich miejscowościach jak Żebrak czy Czerniejew. W tym czasie rozpoczęto szkolenia strażaków a jednostka zaczęła odnosić sukcesy w zawodach. W 1980 r. do użytku została oddana nowa remiza. W 1983 r. jednostka dostała nowy wóz typu GBAM, którego używała aż do 1993 roku. Kolejnym autem był wyposażony w łączność radiową Star 200. W 1991 r. w jednostce został wybrany nowy zarząd oraz zakupiono sprzęt. W szeregi jednostki zaczęła licznie dołączać młodzież. W 1994 r. zawiązał się społeczny komitet fundacji sztandaru dla OSP. W 1995 roku, w 75. rocznicę utworzenia jednostki, otrzymała ona sztandar. W 1997 r. wstąpiła do Krajowego Systemu Ratowniczo-Gaśniczego. 

### Jednostka dziś
W 2002 roku rozpoczęła się przebudowa remizo-świetlicy. Dobudowano nowy garaż oraz salę dla strażaków. Rozbudowano również salę taneczną i pomieszczenia socjalne. W 2004 r. jednostka otrzymała wóz bojowy. W 2006 r. został wybrany nowy zarząd. Rozpoczęto budowę biblioteki, kafejki internetowej oraz garażu dla samochodu ratownictwa technicznego który otrzymali w listopadzie tego samego roku od PSP z Siedlec. Był to samochód marki FSC Lublin. W 2007 r. w strażnicy powstała sala tradycji. W marcu 2012 we współpracy z Zespołem Oświatowym w Nowych Iganiach utworzyli Młodzieżową Drużynę Pożarniczą.
W 2018 r. jednostka otrzymała nowy ciężki wóz bojowy. Jest nim GCBA 5/32 Scania XT P410 (2018) o kryptonimie 389 M 98.
W 2024 r. dzięki współpracy urzędu gminy Siedlce z Mazowsze serce Polski Zakupiono samochód specialny typu bus.
W 2024 r. dzięki współpracy urzędu gminy Siedlce z Mazowsze serce Polski oraz Pani Janina Ewa Orzełowska, pozyskano środki unijne na zakup nowego średniego samochodu ratowniczo gaśniczego. Scanii P360,  zastąpiła Volvo Fl 4 na stanowisku średniego samochodu ratowniczego - gaśniczego czyli samochodu pierwszowyjazdowego.

## Pojazdy pożarnicze
- GCBA 5/32 Scania XT P410 (2018) o kryptonimie 389 M 98[1]
- GBA 3,1/16 Scania P360 (2024) o kryptonimie 389 M 42[1]
- SLbus MAN  (2024) o kryptonimie 389 M 60[1]

## Sukcesy w zawodach pożarniczych
Do największych osiągnięć można zaliczyć zwycięstwo w zawodach rejonowych w grupie 2a w 1992 r., drugie miejsce w grupie III w 1993 roku, drugie miejsce i awans na zawody wojewódzkie w grupie II.